# Kornat
Kornat (nazywana przez miejscowych również Kurnat) – największa wyspa chorwackiego archipelagu Kornati położona na Morzu Adriatyckim w środkowej Dalmacji.
Wyspa ma długość 25,2 km i szerokość 2,5 km. Najwyższy punkt ma wysokość 237 m n.p.m. Największą osadą na wyspie jest Vrulje, w której znajduje się ok. 50 domostw zamieszkiwanych sezonowo. W sierpniu 2007 r. podczas pożaru na wyspie Kornat zginęło 12 strażaków. Dla upamiętnienia tego wydarzenia wybudowano 12 kamiennych krzyży.
Wyspa w całości objęta ochroną Parku Narodowego Kornati.